# Festival dei Complessi
Il Festival dei Complessi (noto anche come Festival di Rieti e, dal 1968, come Parata di primavera) è stata una manifestazione canora radiotelevisiva nata in Italia nel 1966, che si tenne per quattro edizioni nella città di Rieti.

## Storia del Festival dei Complessi
Nato dall'iniziativa di Elio Palumbo, la prima edizione si tenne il 28, il 29 e il 30 aprile 1966 al Teatro Vespasiano di Rieti e vide la partecipazione di molti gruppi, tra cui The Rokes, i Nomadi, Paki & Paki, i Campioni, i Barritas, i Pooh, i Longobardi e i New Dada, che al termine delle votazioni della terza serata vinsero l'edizione.
Alla seconda edizione, vinta da i Giganti, parteciparono tra gli altri i Dik Dik, i Rokketti, i Delfini, i Roll's 33, i Dave Anthony's Moods e i Ribelli. Il premio della critica venne assegnato ai New Trolls
Nella terza edizione, a cui partecipano anche cantanti solisti (tra cui Lucio Battisti), la denominazione diventa Parata di primavera.

## Albo d'oro

### 1966
1. New Dada (Joker)

### 1967
1. I Giganti (Ri-Fi)
2. New Trolls (premio della critica)

### 1968
1. I Bisonti

### 1969
- Conduttori: Daniele Piombi e Carla De Nicola
- Sigla: I Bisonti (vincitori dell'edizione 1968) (City): Mi è rimasto un fiore
- Ospite d'onore: France Gall (CGD): Il mio amore è una ruota

Partecipanti: 
1. Alberto Anelli (Det): Odio e amore
2. Anonima Sound (CBS): Josephine
3. Angela Bi (Carosello): L'estate si è nascosta
4. Alessandra Casaccia (Ariston Records): Bocca taci
5. Tony Del Monaco (Dischi Ricordi): Una spina, una rosa
6. Gens (Det): In fondo al viale
7. Mia (CAR Juke Box): Eravamo bambini
8. Herbert Pagani (Mama Records): L'amicizia
9. Enrico Maria Papes (Telerecord): La coscienza
10. Patrizio (cantante) (Davoli Records): Il tango del mare
11. Mack Porter (Fans): Dove sei felicità
12. Renzo dei Delfini (CDB): Pioggia di immagini
13. Rossano (Variety): Ti voglio tanto bene
14. Carmen Villani (Fonit-Cetra) Due viole in un bicchiere

### 1971
1. Paolo Mengoli (Jet): Ora ridi con me